# Agyneta yulungiensis
Agyneta yulungiensis là một loài nhện trong họ Linyphiidae.
Loài này thuộc chi Agyneta. Agyneta yulungiensis được Jörg Wunderlich miêu tả năm 1983.